# حیات وحش سودان جنوبی

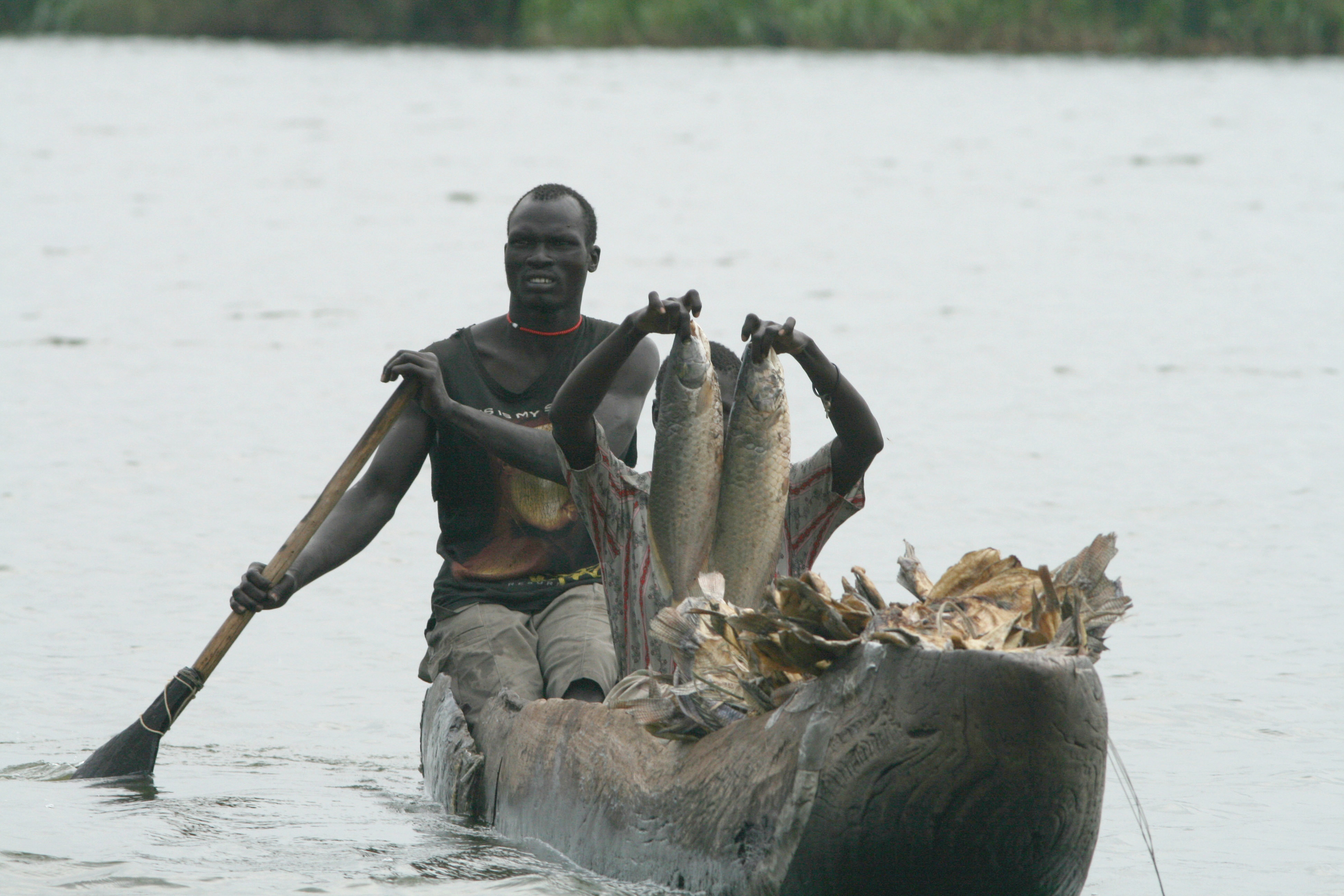
اهالی در حال سید ماهی از حیات وحش سودان جنوبی

حیات وحش سودان جنوبی به گیاگان و زیاگان طبیعی این کشور اشاره دارد. سودان جنوبی سود، یکی از بزرگ‌ترین تالاب‌های دنیا را در خود جای داده‌است. به گفته زیست‌شناس و مددکار محیط زیست آمریکایی، جی. مایکل فی، سودان جنوبی می‌تواند «بزرگ‌ترین مهاجرت پستانداران در زمین را داشته باشد» و همین‌طور انجمن حفاظت حیات وحش گزارش می‌دهد که سودان جنوبی شاهد مهاجرت ۱٫۳ میلیون از شاخ‌درازان است. این منطقه دارای تراکم جمعیت انسانی پایینی با تقریباً ۷ میلیون نفر پراکنده در تقریباً ۶۱۹٬۷۴۵ کیلومتر مربع است.

## حفاظت
در سال ۲۰۰۵ انجمن حفاظت حیات وحش، یک سازمان مردم‌نهاد بین‌المللی، پروژه‌ای مشترک با حکومت جنوب سودان برای ایجاد نیروی کار به هدف پروژه‌های خاص را بنا نهاد. نخستین اقدام که در سال ۲۰۰۷ انجام شد، یک بررسی هوایی برای ارزیابی جمعیت حیات وحش در جنوب سودان بود.

### مآخذ
- UNEP. "Wildlife and Protected Area Management" (pdf). Retrieved 1 August 2011.